# Heteromurus nitidus
Heteromurus nitidus är en urinsektsart som först beskrevs av Robert Templeton 1835.  Heteromurus nitidus ingår i släktet Heteromurus och familjen brokhoppstjärtar. Arten är reproducerande i Sverige. Inga underarter finns listade i Catalogue of Life.